# Província de Mamoré

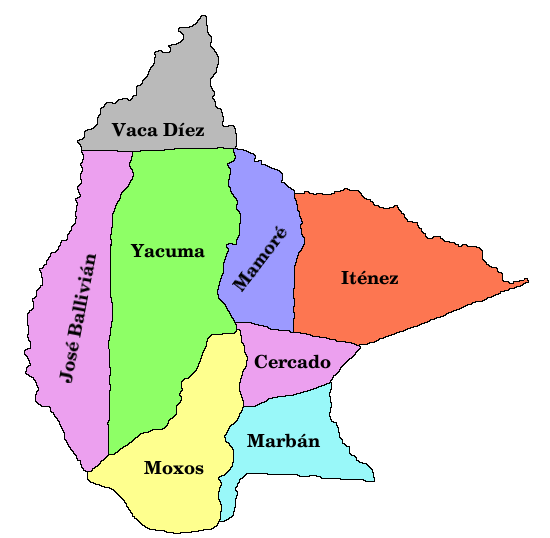
Les províncies del Departament de Beni

La província de Mamoré és una de les vuit províncies del Departament de Beni, a Bolívia. La seva capital és San Joaquín.